# 隠岐国時
隠岐 国時（おき くにとき）は、鎌倉時代の人物。

## 生涯
隠岐守に任じられた土岐光定の長男。隠岐を称したという。

## 参考資料
- 『寛政重脩諸家譜 第二輯』國民圖書、1923年4月29日。

| スタブアイコン | サブスタブ | この項目は、まだ閲覧者の調べものの参照としては役立たない、人物に関連した書きかけの項目です。この項目を加筆・訂正などしてくださる協力者を求めています（P:人物伝/PJ:人物伝）。 |